# Ballonmuseum Gersthofen

Der Ballon in der Kunst, im obersten Stockwerk des Wasserturms

Das Ballonmuseum Gersthofen in Gersthofen bei Augsburg ist das älteste Ballonmuseum der Welt und gehört zu den großen deutschen Technikmuseen in rein kommunaler Trägerschaft.
Zunächst im ehemaligen Gersthofer Wasserturm eingerichtet, wurde es 2003 um einen Neubau erweitert. Der Neubau und der Wasserturm wurden durch ein Untergeschoss miteinander verbunden. Zusammen mit der angeschlossenen Stadtbibliothek bildet das Ballonmuseum ein lebendiges Kulturzentrum in Gersthofen.

## Lage
Das Museum befindet sich gegenüber der Stadthalle Gersthofen und dem Einkaufszentrum „City Center“.

## Geschichte
Das Museum wurde 1985 auf fünf Etagen und mit rund 150 m² Ausstellungsfläche im 1906 errichteten ehemaligen Gersthofer Wasserturm eingerichtet. Seinen Grundstock bildet die Aeronautiksammlung des Augsburger Ballonfahrers Alfred Eckert. Im Jahr 2003 wurde das Museum mit einem Neubau um weitere vier Ausstellungsebenen auf ca. 1.200 m² erweitert. 

## Ausstellungsthemen

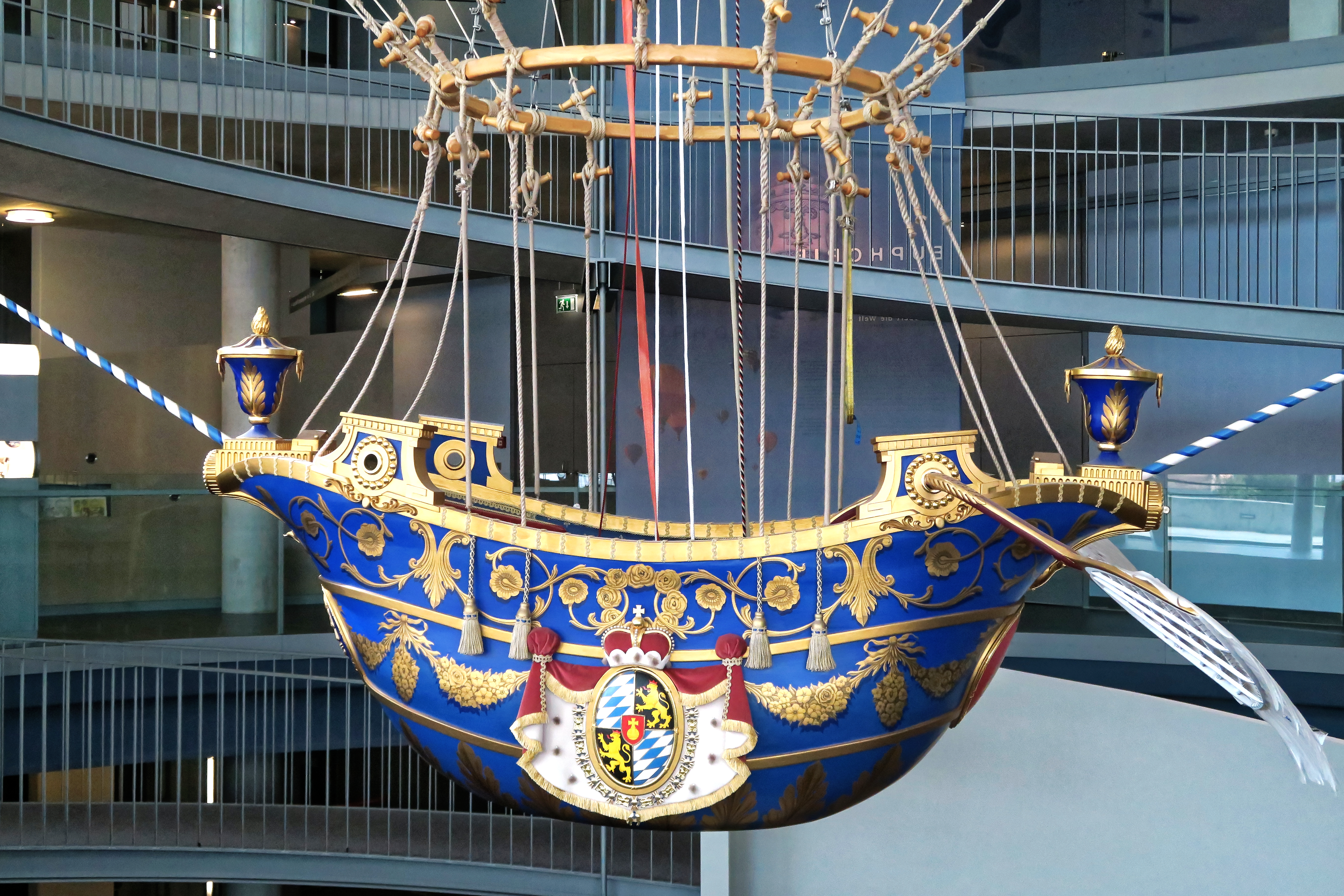
Die Gondel des Ballons von Baron Joseph Maximilian Freiherr von Lütgendorf (erster Ballonstartversuch Deutschlands 1786)

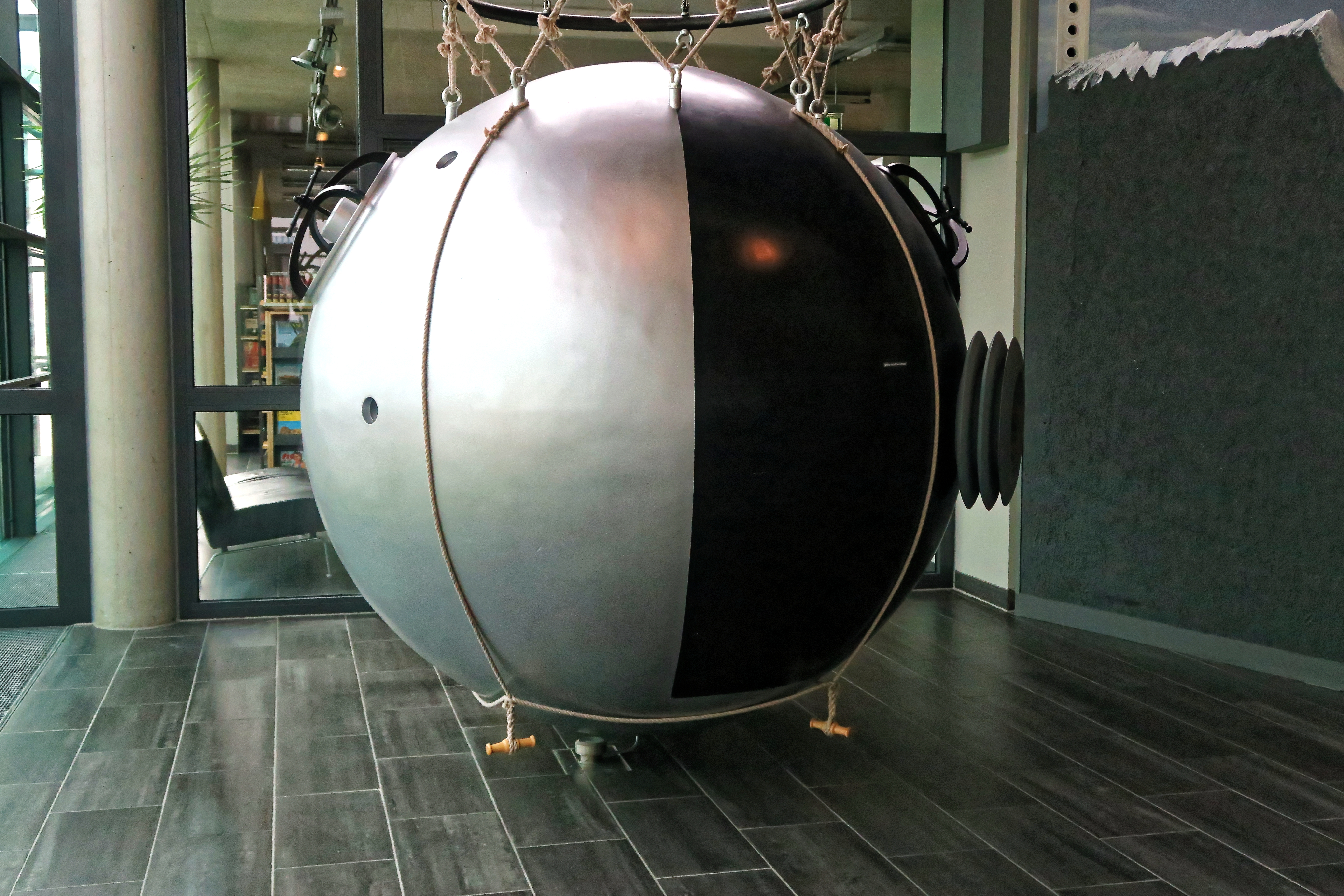
Die Druckkapsel von Auguste Piccard (Höhen-Weltrekord 1931)

- Die Anfänge des Ballonfahrens in Deutschland
- Technik, Ballonherstellung und Ballonsport
- Der Ballon im Dienste von Wissenschaft und Militär
- Rekorde und Katastrophen
- Der „Luftball“ erobert die Welt
- Aeronautiksammlung Alfred Eckert

Zu den besonders nennenswerten Ausstellungsstücken des Museums zählt ein Nachbau des Gasballon-Prototyps, mit dem Joseph Maximilian Freiherr von Lütgendorf 1786 erfolglos versuchte, als erster deutscher Ballonfahrer von Augsburg und Gersthofen aus die Lüfte zu erobern. Der Neubau des Museums ist quasi um diesen Ballon mit seiner kunstvollen schiffsförmigen Renaissance-Gondel herum gebaut.
Im ersten Stock ist die kugelförmige Druckkapsel des Ballons ausgestellt, mit dem Auguste Piccard 1931 von Augsburg aus erfolgreich seinen Stratosphären-Höhenrekord (15.785 m) aufstellte.

## Museumsballon

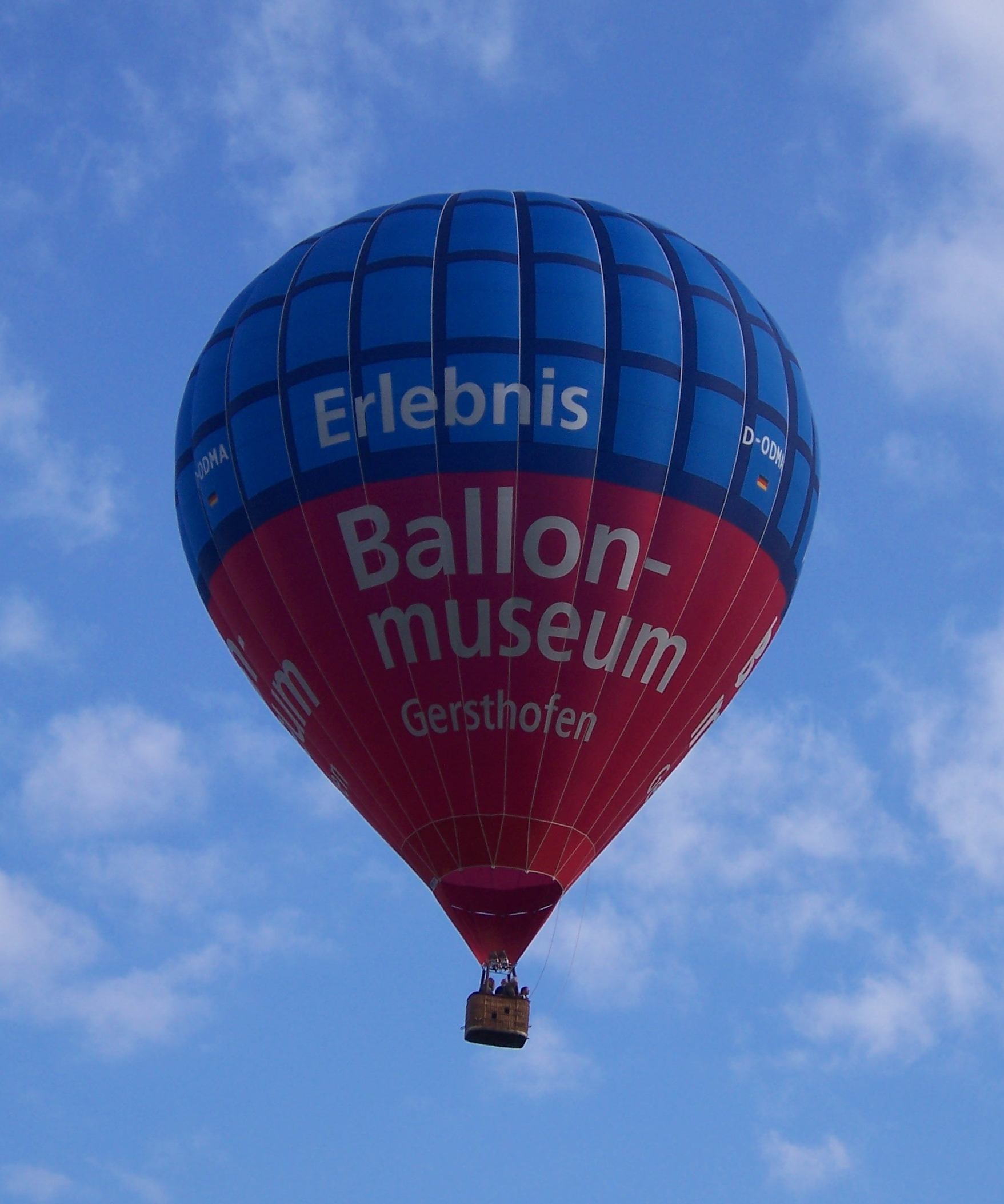
Der Museumsballon (2008)

Der Museumsballon D-ODMA wird vom Freiballonverein Augsburg e. V. betrieben.